# Étienne-Ferréol Roy
Étienne-Ferréol Roy, né en 1771 à Beaumont et mort le 22 novembre 1852 dans la même ville, était seigneur et homme politique provincial du Bas-Canada. Il a représenté le Hertford dans l'Assemblée législative du Bas-Canada de 1804 à 1820.

## Biographie
Il est le fils du seigneur Joseph Roy et Gabrielle Sarault. Il hérita de la seigneurie de Varennes de son père en 1791 ; il a vendu la seigneurie en 1847. En 1792, il épouse Marie-Charlotte Talbot Gervais. Il était commandant dans la milice, atteignant le grade de lieutenant-colonel en 1815. Roy ne s'est pas présenté pour la réélection en 1820. Il mourut à Beaumont.
Sa sœur Marie-Gabriel est mariée à Louis Blais.